# Nikola Jurišić
Nikola barun Jurišić od Kisega (mađarski: Jurisics Miklós), (Senj, oko 1490. - Kiseg, 1545.), hrvatski plemić, vojskovođa i diplomat. 1527. sudjeluje na Cetinskom saboru kao poslanik Ferdinanda Habsburškog. Imao je bogatu vojnu karijeru, u kojoj je najzapaženiji događaj obrana Kisega 1532. godine, a 1530. godine bio je i carski poslanik u Carigradu.

## Rani život (do 1530. godine)
Nikola (Mikulica) Jurišić rođen je godine 1490. u Senju, ali njegovo podrijetlo nije jasno, prema jednima roditelji su mu Senjani, a prema drugima roditelji su mu s prostora Like ili okolice Zadra te su u Senj došli bježeći pred Osmanlijama. Nikola je cijeli svoj život služio u carskoj austrijskoj vojsci - tj. konkretno caru Ferdinandu Habsburgu. Govorio je hrvatski i njemački jezik, ali je znao pisati jedino hrvatskom ćirilicom.
O Nikoli ne znamo ništa sve do 1521. godine kada se spominje u jednom pismu nadvojvode Ferdinanda koje kaže da se Nikola priključio obrambenim jedinicama Kraine sa svojih osam konjanika nakon smrti cara Maximiliana I. godine 1519. Kraina u ovom kontekstu nije „Vojna krajina“ koja je uspostavljena kasnije na prostoru današnje Hrvatske, već je to njemački naziv za „Kranjsku“, današnju pokrajinu Slovenije, a tada pokrajinu „Austrijskih nasljednih zemalja“.
Nadvojvoda Ferdinand bio je veoma angažiran u obrani hrvatskih prostora, iako su se oni nalazili izvan njegove domene, tj. u rukama ugarskog kralja Ludovika II., te nam je poznato da je naoružavao i opskrbljivao utvrde izvan habsburških posjeda kao što su Senj, Skradin, Klis i dr. Ferdinandov angažman s one strane granice zasigurno je bio s ciljem zaustavljanja Osmanlija prije dolaska do njegovih posjeda, a ne izraz dobre volje ili solidarnosti. Nakon pada Beograda 1521. Ferdinand se našao posebno ugrožen te je do 1522. godine sakupio vojsku koju je namjeravao iskoristiti u pojačavanje istočnih granica. Kako bi se sakupljena vojska što bolje iskoristila sazvan je iste godine u Beču  sastanak vojnih dužnosnika da bi se raspravljalo gdje poslati trupe, a na ovaj je sastanak bio pozvan i Nikola Jurišić zbog svog dobrog poznavanja lokalnog terena. Ovaj događaj bit će ključan u Nikolinoj karijeri te će sljedeće četiri godine (1522. – 1526.) provesti kao kapetan na hrvatsko-kranjskoj granici pod zapovjedništvom grofa Nikole od Salma.
Grof Nikola zatražio je 1526. godine nadvojvodu Ferdinanda da bude oslobođen dužnosti na granici te je osobno preporučio Jurišića kao svog nasljednika, što je Ferdinand prihvatio, te iste godine Jurišić postaje vrhovni zapovjednik carske vojske u Kranjskoj. Iste godine krenuo je i sultan Sulejman sa svojom vojskom prema kršćanskim zemljama i bilo je jasno da će doći do velike bitke na ugarskom prostoru. Postavilo se pitanje trebaju li hrvatski vojnici s kranjske granice poći u pomoć ugarskom kralju Ladislavu ili ostati na granici. Ferdinand je tražio Jurišića za mišljenje 29. srpnja, a on je odgovorio da je spreman braniti granicu s minimalnom vojskom i da bi ostatak trebao poći u pomoć ugarskom kralju s čime se Ferdinand složio uz uvjet da troškove ne snosi on. Nažalost nemamo podataka o tome koliko je vojnika zaista pošlo u pomoć, ali znamo da ih je Jurišić poticao na to.
Jurišić, koji je do sada već stekao zavidno povjerenje nadvojvode Ferdinanda te postao njegov savjetnik, dobio je zadatak da predstavlja nadvojvodu na zasjedanju hrvatskim staleža u Cetingradu (u poslanstvu su još bili i Pavao Oberstein, Ivan Kocijan/Katzianer  te Ivan Pichler). Misija je bila uspješna pošto je sabor u Cetingradu 1. siječnja 1527. odlučio poduprijeti Ferdinanda kao ugarskog kralja, a posebnu su čast staleži iskazali Jurišiću jer su ga zamolili da on provodi pravdu u ime kralja Ferdinanda.
Jurišić je nastavio vojne aktivnosti protiv Osmanlija te 24. srpnja 1527. javlja kralju Ferdinandu da je uspješno zauzeo gradove Bihać i Ripač. Ubrzo dolazi do novih problema za Ferdinanda jer se njegov protivnik Ivan Zapolje povezuje s Osmanlijama te oni naposljetku kreću prema Ugarskoj 1529. godine. Ferdinand se u ovoj kriznoj situaciji ponovno okreće Jurišiću i po njemu šalje pismo za sultana. Tek što je stigao do Kamengrada, nedaleko od Bihaća kojeg je nedavno osvojio, čuvši da je osmanska vojska već blizu predao je pismo lokalnom paši i brzo se uputio natrag kako bi obavijestio Ferdinanda da je vojska već veoma blizu i da će udariti na Beč.
Za vjernu službu Jurišić je od Ferdinanda dobio cijeli niz časti. Znamo da je 1528/9. godine imenovan kapetanom Rijeke (dužnost držao do najranije 1531., a najkasnije 1534.) te da je dobio na uživanje Postojnu i Novigrad Istarski. Najvažniji posjed, čija će ga obrana učiniti legendom, bio je Kiseg (Güns/Kőszeg) kojeg je dobio na uživanje 9. studenom 1529. kao nagradu za vjernu službu.

## Poslanstvo u Carigrad 1530. godine
Godine 1530. kralj Ferdinand posla Nikolu Jurišića i Josipa Lamberga u Carigrad na pregovore sa sultanom. Cijelo poslanstvo brojalo je 37 lica (23 plemića i 14 članova posluge), a među njima nam je najvažniji Benedikt Kuripešić, koji je bio tumač latinskog i njemačkog jezika i čija je zadaća bila da prevodi sve što poslanstvo kaže. On je opisao cijelo putovanje od početka do kraja u svom putopisu koji je iznimno vrijedan izvor za samu misiju, ali isto tako i za proučavanje Hrvatske, Bosne i Srbije jer je riječ o jednom od najstarijih putopisa tih prostora.
Cilj poslanstva bio je dogovoriti mir sa sultanom te predstaviti sultanu dokaze kako je Ferdinand zakonski nasljednik ugarske krune, a ne Ivan Zapolja. Ferdinand je znao da je mir moguć jedino uz plaćanje danka te je bio spreman platiti između 20 000 i 100 000 guldena godišnje, na period od deset godina uz napomenu poslanstvu da dogovori prvu ratu danka četiri mjeseca od trenutka dogovora. Ferdinand je izričito tražio Jurišića i Lamberga da pričaju na njemačkom jeziku, vjerojatno kako bi pokazao da poslanstvo govori u ime cijelog Carstva, što će kasnije izazvati probleme u komunikaciji.
Poslanstvo je krenulo iz Ljubljane 22. kolovoza 1530. godine, a 17. listopada ušli su u Carigrad u pratnji 100 osmanskih konjanika koji su izašli pred njih.[2] Sami pregovori počeli su 25. listopada kada je poslanstvo pozvao na razgovor Ibrahim-paša. Možemo gotovo sigurno zaključiti da je Ibrahim pozvao poslanstvo u poznatu carigradsku palaču Topkapı Sarayı, koja je ostavila Kuripešića fasciniranog kao i mnoge druge Europljane prije njega. On palaču opisuje ovako:
Kad smo došli u njegovo dvorište, dočekaše nas mnogi ugledni Turci sa obje strane dvorišta u zlatnim, svilenim, kadifenim, od najboljeg platna izrađenim raznobojnim anterijama (ogrtačima) i drugom odijelu ... Poslije smo, popevši se kamenim stepenicama, došli u lijepu dvoranu. Tu je, kao kakav kralj, sjedio Ibrahim-paša u svom svome sjaju i dostojanstvu, obučen u zlatno ruho, opkoljen svuda naokolo zlatnim, svilenim i drugim zastiračima po zidovima, klupama i zemlji ...
Jurišić je vrlo brzo progovorio na hrvatskom jeziku usprkos instrukcijama da se drži njemačkog. Naime, sve što su poslanici rekli najprije je Kuripešić prevodio na latinski, a onda turski poslanik s latinskog na turski te se u prijevodu dosta gubilo. Kako je u Carigradu slavenski jezik bio poznat i postojao je prevoditelj, Jurišić je odlukom da ne priča na njemačkom skratio komunikaciju s dva prevoditelja na jednog i tako ubrzao dogovor i smanjio broj pogrešaka.
Sultan je primio poslanstvo u svoj dvor 7. studenoga. Nakon što su poljubili sultanovu ruku krenuli su u pregovore. Najprije je progovorio Lamberg na njemačkom te je predao pismo vjerodostojnosti koje im je dao Ferdinand kao potvrdu. Vjerojatno zbog pogreške u komunikaciji, kao što smo već rekli s njemačkog se prevodilo dva puta prije nego što je sultan dobio poruku, Sulejman krivo shvati da pismo sadrži Ferdinandov prijedlog. Na to Jurišić progovori na slavenskom jeziku te ispravi pogrešku i usmeno prenese sultanu ponudu svoga kralja: da je Ferdinand spreman plaćati danak, da je spreman na mir sa sultanom, ali da Ferdinand drži sebe za zakonskog vladara cijele Ugarske i da neće priznati Zapolju kao kralja. Na kraju je predao sultanu pismo namijenjeno njemu, a ubrzo je razgovor završio te je Ibrahim ispratio poslanstvo.
Nekoliko dana nakon, 14./15. studenoga, pozvao je sultan ponovno poslanstvo na razgovor. Najprije su svi poslanici bili pozvani na gozbu (sultan nije bio na njoj osobno), a za posebnim srebrnim stolom jeli su zajedno Jurišić i Lamberg s četvoricom paša (Ibrahim, Ajas, Ćazim i Behadum). Nakon objeda primio ih je sultan. Uručiše im pismo za Ferdinanda i izraziše žaljenje što nije postignut dogovor te se pozdraviše. Kako je u međuvremenu došlo do nekog sukoba habsburških i osmanskih trupa kod Budima zadrži sultan poslanike u Carigradu do 22. prosinca.
Misija u Carigrad, iako bezuspješna, pokazala je mnogobrojne diplomatske vještine Jurišića te je najbolji dokaz koliko je povjerenje kralj Ferdinand imao u njega. Osmanski paša Ibrahim stekao je čak i simpatije prema Jurišiću te ga se sjetio kada su se ponovno susreli ispred Kisega godinu dana kasnije. S propašću pregovora Ferdinandu nije preostalo ništa drugo nego da se pripremi za rat s Osmanlijama, a upravo će u ovom ratu Jurišić steći najveću slavu.

## Obrana Kisega 1532. godine
Vidi još: Opsada Kisega (1532.)

Svojim junaštvom Jurišić se je proslavio god. 1532., kad je sa svega par stotina ljudi, od čega svega nekoliko desetaka profesionalnih vojnika, obranio grad Kiseg od velike osmanske vojske i tako zadržao sultana dovoljno dugo da njegov daljnji pohod na Beč postane neisplativ.
Osmanska vojska pred Kisegom bila je mnogobrojna, povjesničari se ne slažu oko broja vojnika, on varira od 100 000 do 300 000 vojnika, no svakako je riječ o velikoj vojsci kakva dolikuje jednoj osmanskoj kampanji koju vodi sam sultan. S druge strane grad je branilo tek 38 profesionalnih vojnika i oko 700 naoružanih seljaka i građana Kisega.
Opsadu je započeo 6. kolovoza veliki vezir Ibrahim-paša, a tri dana poslije priključio mu se i sam sultan Sulejman. Juriši na grad su bili gotovo svakodnevni, dolazili su sa svih strana, a nekoliko puta su čak i ušli u grad kroz pukotine, ali su bili opet potisnuti van. Prošlo je tako već 22 dana opsade kada je pokrenut veliki napad 28. kolovoza koji je u konačnici bio odbijen uz velike gubitke. Iako mu je Ibrahim u više navrata nudio priliku da se preda Jurišić ju je svaki put odbio.
U sljedećem velikom napadu su upali u grad te je izgledalo kao da će grad konačno pasti. Izgubio je Jurišić mnogo ljudi te i sam biva ranjen.  Ubrzo nakon posljednjeg velikog napada pozvao je Ibrahim Jurišića na pregovore u svoj tabor. Sultan je odlučio prepustiti grad Jurišiću, uz uvjet da pobjeda bude sultanova, ali vojska neće osvojiti grad.
U konačnici je dogovor zaključen 30. kolovoza te je dogovoreno kako će deset janjičara stati na ulaz grada te da će na zidine biti postavljena osmanska zastava kao da je grad osvojen, a osmanska vojska će za dva dana krenuti natrag. Tako je Jurišić, svojim trudom zadržao Osmanlije dovoljno dugo da im se opsada više ne isplati. Zahvaljujući njemu imao je i kralj vremena sakupiti vojsku te su Karlo i Ferdinand 23. listopada došli pred Beč sa 125 000 vojnika, očekujući napad.

## Posljednje godine - od Kisega do smrti
Jurišić je za svoju hrabrost i obranu dobio 20. veljače 1533. godine diplomu o barunatu, kojom je postao barun grada Kisega, te i 8000 forinti.
Nakon što je 1537. godine vrhovni zapovjednik Ferdinandove vojske, već spominjani, Ivan Kocijan/Katzianer doživio poraz kod Osijeka te bio optužen za izdaju, preuzima Jurišić zapovjedništvo nad svom vojskom u Kranjskoj. Godinu nakon izgubio je Jurišić svog sina Adama i kćer Anu, koje je imao s prvom ženom Katarinom. Iste godine dobio je Jurišić čast da bude upravitelj Kranjske, a poznato nam je iz pisama koja je razmjenjivao s Ferdinandom da je tijekom ovog vremena postao i njegov glavni savjetnik za sva pitanja kranjske granice. 
Godine 1541. odrekao se Jurišić zapovjedništva nad vojskom, a svega dvije godine kasnije u srpnju 1543. zamolio je Ferdinanda da ga oslobodi dužnosti, tj. upravljanja Kranjske, zbog lošeg zdravlja. Nažalost malo nam je toga poznato o njegovom životu, osim nekoliko dobro dokumentiranih epizoda, te ne znamo mnogo o njemu u godinama nakon Kisega niti gdje je točno, kada i od čega umro. Pretpostavlja se da je umro 1543./1544. pošto je 1543., kao što smo već naveli, tražio razrješenje dužnosti zbog bolesti.
Ponegdje će se naći podatak kako je Jurišić zadnje godine svoga života proveo u Beču kao tajni savjetnik kralja Ferdinanda, a kako navodi Radoslav Lopašić: Jurišić imao je u Beču kuću, koja bijaše prosta od svih daća a poznata je bila još prošloga vieka i zvala se hrvatskom kućom (Kroaten Haus). Kuća stajala je u ulici zvanoj Schnekenstrasse, i došla je kašnje u vlastnost kneza Trautsona, koja obitelj izumrla je posljednjim Wilhelmom. Kašnje uzidana je hrvatska kuća u sjeverni ugao sgrade ugarske dvorske kancelarije. Tako je zabilježio Augustmac Rožnjak po pripoviedanju historika Iv. Jurja Schwarntnera. Kako mi pako kazuje g. bibliotekar Kostrenčić, kuću hrvatsku imahu jedno vri eme knezovi Zrinski, te ju darova g. 1663. Nikola Zrinski grofu Traunu. Ta kuća stajala je na mjestu stare burze, te ne bi po tom bila istovjetna s gornjom kućom.

## Jurišićev put kroz službe
- 1519. – 1521. - vojnik na kranjsko-hrvatskoj granici
- 1521. – 1526. - član osoblja grofa Nikole od Salma (zapovjednika obrane)
- 1522. - spominje se kao kapetan obrane Senja, Klisa, Knina, Skradina, Like i još nekih mjesta
- 1526. – 1529. - zapovjednik obrane habsburške granice
- 1528. – 1531. - kapetan Rijeke
- 1529. – 1531. - diplomat na dvije misije upućene sultanu Sulejmanu
- 1532. - imenovan zapovjednikom Kisega
- 1533. - imenovan barunom Kisega
- 1537. – 1540. - glavni zapovjednik svih habsburških austrijskih postrojbi
- 1538. – 1540. - diplomat na još jednoj (trećoj) misiji upućenoj sultanu Sulejmanu
- 1538. – 1543. - upravitelj Kranjske[14]

## Zanimljivosti
Po Nikoli Jurišiću, nazvana je jedna od glavnih ulica u Zagrebu te dvorac i trg u Kisegu.

## Vanjske poveznice
- Opširan članak o životu i radu Nikole Jurišića (hrvatski prijevod): Delfiner, Henry. „Nikola Jurišić, 1490 – 1543, vojnik diplomat (prev. Filip Šimunjak).“ Pro tempore 16 (2021): 181 – 225.